# إدوارد نافيل
هنري إدوارد نافيل (وُلِدَ 14 يونيو 1844 في جنيف؛ تُوفي 17 أكتوبر 1926 في جنتود) كان عالم مصريات سويسري.

## حياته
بعد تخرج نافيل من المدرسة الثانوية، التحق بجامعة جنيف عام 1861 حيث درس فقه اللغة الكلاسيكي. وفي عام 1862 انتقل إلى كلية كينجز في لندن. درس أيضًا في السوربون، وجامعة بون، وجامعة برلين حيث أكمل دراسته تحت إشراف عالم المصريات كارل ريتشارد ليبسيوس والذي عمل معه بعد ذلك.
بعد وفاة ليبسيوس عام 1884 بدأ الخلافات تظهر في مدرسة برلين "Ecole de Berlin". حيث بدأت الصراعات بين كورت زيته ولودفيج بورشاردت وأدولف إيرمان وآخرين عندما تم تعيين إيرمان خلفًا لليبسيوس في الجامعة والمتحف، حتى مع فليندرز بيتري زميل العمل في جمعية استكشاف مصر، نادرًا ما توافقا الرأي.
كان نافيل عضوًا في اللجنة الدولية للصليب الأحمر من عام 1898 حتى عام 1922، ونائبًا لرئيسها من عام 1916 حتى عام 1920. كما كان رئيسًا للمكتب المركزي الدولي لأسرى الحرب، وزار معسكرات أسرى الحرب في بريطانيا العظمى خلال الحرب العالمية الأولى. ترأس حفيده مارسيل نافيل "Marcel Naville" اللجنة أيضًا من عام 1969 حتى عام 1973.
كان عضوا في جمعية طلبة الآداب السويسرية "Société d'Étudiants de Belles-Lettres"، كما كان عضوا مراسلا في أكاديمية النقوش والآداب الفرنسية منذ عام 1908.

## عمله
بدأ نافيل عمله عام 1865 في عمر الـ 21 عندما قام بنسخ نصوص حورس في إدفو والتي نُشرت عام 1870.
بعد الحرب الفرنسية البروسية (1870/1871) ساعد يوجين لوفيبور في نشر محتويات قبر سيتي الأول (مقبرة 17) وقام بنفسه بتحرير نصوص كتاب الموتى.
بناء على توصية من مؤتمر لندن للمستشرقين، قام بتحرير Litanie du Soleil (صلاة رع). نُشرت نصوص مقابر طيبة الملكية عام 1875.
ومع ذلك فإن أهم أعماله هي الحفريات التي أجراها لصالح جمعية استكشاف مصر. بدأها بكشف تل المسخوطة في يناير 1883. ثم كشف وادي طميلات ما بين عامي 1885-1886، والتي حددها على أنها ارض جاسان في الكتاب المقدس.
حفر بقايا المستوطنات من الأسرة السادسة والعشرين في تل بسطة في دلتا النيل من عام 1886 حتى عام 1889. وقام بالمزيد من الحفريات عام 1887 في تل اليهودية وصفط الحنا، وفي موسم 1890-1891 في إهناسيا وفي عام 1892 في مينديز وتل المقدام.
عاد نافيل إلى صعيد مصر عام 1893، وما بين عامي 1893 و 1896 كشف عن معبد حتشبسوت الجنائزي في الدير البحري. يعتبر توثيق المعبد أهم إنجازاته وكان الأساس في عملية ترميمه لاحقًا. ما بين عامي 1903-1906 اكتشف معبد منتوحتب الثاني الجنائزي.
العديد من اكتشافاته من تل بسطة ومواقع التنقيب الأخرى في دلتا النيل، بما في ذلك رأس أمنمحات الثالث الضخمة (يمكن مشاهدتها حاليًا فيالمتحف البريطاني) واكتشافات أخرى من بعثاته معروضة في المتاحف في القاهرة وبوسطن.
بسبب موقفه الشخصي من «عدم تسجيل الأشياء الصغيرة المكتشفة» أثناء التنقيب، تسبب ذلك في فقدان اكتشافات صغيرة مهمة. على سبيل المثال، رُصِدَ ضياع عدد من البرديات اليونانية خلال عمليات الحفر في منديس عام 1892، والتي بسببها لايزال يتعرض لإنتقادات حتى الآن.

## مؤلفات مختارة
- Mythe d Horus. 1870 (betr. Edfu, Horustexte)
- Litanie du soleil. Leipzig 1875 (betr. Texte aus thebanischen Königsgräbern)
- The Store-City of Pithom and the Route of the Exodus. 1885 (betr. Grabung in Tell el Maskhuta)
- Das ägyptische Totenbuch der XVIII. bis XX. Dynastie. Asher, Berlin 1886 (Nachdruck Graz 1971)
- Bubastis, London 1891
- The Temple of Deir el Bahari. (= Egypt Exploration Fund. (EEF) Bände 12–14, 16, 19, 27, 29). 7 Bände, London, 1894–1898
- The Transvaal Question: From a Swiss Point of View, London 1900
- The XIth Dynasty Temple at Deir el-Bahari. (= EEF, 28, 30, 32) 3 Bände, London, 1907–1913
- Discovery of the Book of the Law Under King Josiah: An Egyptian Interpretation of the Biblical Account. London 1911
- Cemeteries of Abydos. London 1914
- The Text of the Old Testament. London 1915
- The Higher Criticism in Relation to the Pentateuch.
- New Archeological Discoveries, and Their Bearing Upon the New Testament and Upon. London 1917

## للاستزادة
- A. M. Blackmann: Professor Edouard Naville. In: Journal of the Royal Asiatic Society 59, 1927, S. 407–409
- Jean-Baptiste Chabot: Éloge funèbre de M. Édouard Naville, associé étranger de l'Académie. In: Comptes-rendus des séances de l'Académie des Inscriptions et Belles-Lettres 1926, S. 246–250 Volltext
- H. R. Hall: Édouard Naville. In: Journal of Egyptian Archaeology 13, 1927, S. 1–6.
- Adolf Erman: Mein Werden und mein Wirken. Erinnerungen eines alten Berliner Gelehrten. Quelle & Meyer, Leipzig 1929 (Nachdruck. VDM Verlag Dr. Müller, Saarbrücken 2007, ISBN 978-3-8364-1338-1).
- Margaret S. Drower: Flinders Petrie. A Life in Archeology. Gollancz, London 1985, ISBN 0-575-03667-2, S. 274–294.
- Denis van Berchem: L'Égyptologue Genevois Édouard Naville. Années d'études et premiers voyages en Egypte 1862–1870. Journal de Genève u. a., Genf 1989, ISBN 2-8257-0182-3.
- Warren R. Dawson, Eric P. Uphill: Who Was Who in Egyptology. 3rd revised edition by Morris L. Bierbrier. The Egypt Exploration Society, London 1995, ISBN 0-85698-125-7, S. 307–308.
- Thomas Gertzen: Henri Édouard Naville (1844–1926). Ein Ägyptologe der „Alten Schule“. In: Kemet. 15, Heft 4, 2006, ISSN 0943-5972, S. 70ff.

## روابط خارجية
- Naville, Edouard بالألمانية وبالفرنسية وبالإيطالية من قاموس سويسرا التاريخي على الإنترنت.
- كتب إدوارد نافيل في أرشيف الإنترنت - على الانترنت